# Get Ride! アムドライバー
『Get Ride! アムドライバー』（ゲットライド アムドライバー）は、2004年4月5日から2005年3月28日までテレビ東京系で放送されていたスタジオディーン制作のアニメおよび、コナミから販売されていた番組の玩具シリーズの名称である。『月刊コロコロコミック』で漫画版も連載された。

## 概要
NASはこれまでに漫画やゲームなどの原作が存在する作品の制作実績しかなく、本作は同社としても初の完全オリジナル作品となる。様々な企画検討の結果、ロボット物ではなくパワードスーツを着た人間がメカに搭乗し、変形・合体することで人がメカを“着込む”コンセプトを持った等身大ヒーローとして展開されることとなった。
世界観も、未知なる敵から都市社会を守る為にヒーローが職業化された近未来となり、新人としてデビューした主人公ジェナスのサクセス・ストーリーとして描かれることとなった。しかし、中盤においてアムドライバーとバグシーンの戦いが政治家のプロパガンダに基づくマッチポンプだったことが明らかになり、それまで単一の組織だったアムドライバーが3勢力に分かれて戦争を行うようになる。物語はヒーローの存在意義に焦点が当てられ深みを増すようになっていく。
放送開始前に『TVチャンピオン』を始めとするADK枠買い切り番組にて、「僕らの問題作が、始まる」というキャッチコピーの予告CMが放送された。

## あらすじ
舞台は未来世界の地球、そこでは数年前より「バグシーン」と呼ばれる機械生命体の襲来を受けていた。バグシーンにはどのような兵器さえ歯が立たず、ピープル（作中で言う一般市民のこと）は怯え暮らしていた。
そんな時、人類は技術を駆使し、最新工学「アムテクノロジー」を完成させる。それを利用した強化服「アムジャケット」を着装する「アムドライバー」と呼ばれる戦士達は、バグシーンを次々と撃破しピープルの救世主となった。彼らが少年少女の憧れになるのにはさほど時間がかからず、ピープルの希望はアムドライバーの双肩にかかっているはずであった。
新人アムドライバー、ジェナス、ラグナ、セラの3人はデビュー時に失態を演じたものの、着実に実力をつけていった。ある日、バグシーンはピープルの支持を得る為の連邦評議会議長ウィルコットによるマッチポンプであったという、アムドライバーの存在価値を揺るがす一大スキャンダルが連邦政府議員のジャン・ピエール・ジノベゼによって暴露され、ランディ・シムカ率いるウィルコット派アムドライバー対ジノベゼ派の私設軍隊であるジャスティスアーミー（以下JA）との抗争へと発展する。

## 登場人物

### ピュアアムドライバー
ジェナス・ディラ
声 - 鯨井康介
養成所を出たばかりの最年少新人アムドライバー。年齢は14歳。所属はキャンプリトルウイング第5デポ→ピュアアムドライバー。
熱血漢で真っすぐな性格をしており、アムドライバーの活動において自分が理想としていたヒーローとしての姿と、現実の見世物としての姿のギャップに苦しむ。このことからデビュー当初は上司や先輩のシーンなどにはことあるごとに反発して対立、カメラを意識しない活動を心がけていた。しかしその信念が仇となり、作戦進行に支障をきたしたこともある。
戦闘スタイルは初代アムドライバーのガン・ザルディを尊敬していることから、ソードを使った近接攻撃スタイルを得意とする。口癖は「やっちゃる」・「撃ィ!」・「ゲットライド!」。
アムドライバーの真実がジノベゼによって暴露されると、真実を自分の目で確かめるという確固たる目的を見つけ、それを探すため、独自の行動をとるようになる。この信念は後のピュアアムドライバーの思想に大きな影響を与えている。
焦って失敗することこそあるが、新人でありながらその実力は確かなものであり、シーンしかできないと言われたボーダタックを独自の方法で会得し、自分のものとしている。その力はシムカにも買われており、キャンプ崩壊後はジェナスたちの行方の捜索が行われていた。
最終回でガン・ザルディと激しい闘いを繰り広げた後、勝利。仲間たちと共に世界を救ったアムドライバーとして称される。最後は親の下へと帰った。
使用バイザーはボードバイザー・ワイバーン（後にニルギースが使用）、ライトバイザー・テュポーン、クロスバイザー、ライトバイザー・ファーブニル、ネオクロスバイザー・ザイフリート、ネオボードバイザー・ソードダンサー。
ラグナ・ラウレリア
声 - 松風雅也
ジェナスと同じ養成所を出たばかりの最年少新人アムドライバー。年齢は14歳。所属はキャンプリトルウイング第5デポ→ピュアアムドライバー。
陽気なお調子者で、チームの中ではムードメイカーであり、トラブルメイカーでもある。外国語を交えた特徴的な話し方をするが、本気になると口調も真面目になる。
戦闘スタイルは銃器を使った攻撃で、スナイパーとしては超一流だが、そんな自分を「地味」と自嘲することもあった。アムドライバーとして華々しく活躍してサポートバジェットを稼ぎたいという俗っぽい目標を掲げる一方で、相棒のジェナスに対する友情と信頼は厚く、キャンプ崩壊後は一部を除いてジェナスの行く道を常にサポートしていた。
口癖は「アハーン」・「アーロンジー」・「ガンガンガーン!」など多彩。シシー・クロフトと相思相愛だったが、彼女はロシェットに殺されてしまう。その後ロシェットに復讐を試みるもニルギースに無理矢理連れ戻され、やがてシシーの思いを察することで復讐心を乗り越え、自分の戦う意味を見つけるようになった。最終戦でジェナスを庇い、死んだと思われたが生存しており、ガン・ザルディと戦いの後で溶岩に落ちそうになったジェナスを助けた。
使用バイザーはモトバイザー・グリフォン、ライトバイザー・エキドナ、ライトバイザー・フェンリル、ネオクロスバイザー合体砲撃モード、ネオボードバイザー・ガンシンガー。
セラ・メイナード
声 - 水野理紗
ジェナスたちと同期の新人アムドライバー。パフユニットに所属していたが、キャンプ崩壊後はなし崩しにジェナスと行動を共にするようになる。年齢は14歳。空中戦闘を得意としている。
当初は“セラ・メイ”を名乗り、バグシーンの正体に疑問を持つなど他のアムドライバーとは違った目線で戦いに参加しており、ジェナスとは感じ方や考察などに差はあれど同じく「見世物としてのアムドライバー」には違和感を覚えていた。
その正体は急死したアムドライバー“ジョナサン・メイナード”の妹“セラ・メイナード”であり、不自然な死を遂げた兄の真相を知るべくアムドライバーとなった。
目的こそピープルを守るということが第一目的ではないものの、アムドライバーとしての基本的な使命は忘れておらず、またジェナスたちと組み、やがてPAとして戦い続けていくことで、自らの戦う意味をより明確に見出していくようになった。他人ととっつき難いように見え、ラグナからは「トゲっちぃ」とその態度を茶化されていたが、根は心優しく、繊細。
自己防衛の弾みであったとはいえ、JAのエーリックをその手で殺してしまい、心に深い傷を負ってしまうが、やがてショックから立ち直っていく。中盤ではシーンに好意を抱き、相思相愛になっていくが、そのシーンまでも戦いの中で失ってしまう。シーンを失った後は、生きる意味を失い、一時的に錯乱状態に陥ってシーンを行かせたジェナスに辛く当たり、彼がロシェットに復讐しにいくキッカケを作る。が、エーリックを殺害した時の自身の苦い経験から、最終的にはロシェットを殺そうとしていたジェナスを涙ながらに止めた。
愛用のぬいぐるみを持ち、一人でそのぬいぐるみと会話を興じ、自身の悩みを言葉にしていくという密かな趣味がある。
使用バイザーはエアバイザー・バンシー（後にシャシャが使用）、ストームバイザー・シームルグ。
シーン・ピアース
声 - 遊佐浩二
人気ナンバーワンのユニット「シーンユニット」のリーダーで、実力もトップクラスのアムドライバー。年齢は17歳。戦闘スタイルは近接から射撃までこなす万能型。当初は新人のジェナスに嫌がらせをするなど洗礼を受けさせたり、プライドの高い面を見せていた。
しかしJAの侵攻時、ディグラーズに負けたショックでプライドを完全にへし折られて自信を喪失し、戦闘に恐怖を感じるほど落ち込んでしまう。しかしニコラとの出会いを経て恐怖心に打ち勝ち、ディグラーズを撃破して完全に復帰する。その際に自分をしつこくアイドルとして再起させようとしていたキャシーと手を切り、名実ともにジェナスたちの仲間になった。
キャシー傘下からの離脱後はアイドルの肩書きを気にする必要がなくなり、以前のような実力を鼻にかけた態度は消え失せ、実力派として的確な判断力でジェナスたちを支え、アムドライバーとしての使命により真剣に目覚めていく。
途中セラと急接近しつつあったが、恩のあるキャシーを説得しようと敵艦「メリー・ジェーン」に乗り込んだ際、いざこざの末にロシェットによって彼女とともにビームサーベルで心臓を貫かれる。その後ジェナスとセラの2人に看取られつつ、ジェナスに「自分よりデカくなれ」と言い残して死亡する。その墓はネオエッジバイザーの片刃を使って開けた平野に立てられた。もう一振りはジェナスが最終決戦時に使用している。シーンの死は、彼の望みどおりジェナスを大きく成長させた。
使用バイザーはモトバイザー・グリフォン、エッジバイザー・デュラハン、ランドバイザー・ベヒモス、ネオエッジバイザー・デュラハン。
ダーク・カルホール
声 - 小川輝晃
ダークユニットのリーダーでベテランのアムドライバー。年齢は23歳。実力はシーンと拮抗するが人気面では地味である。戦闘スタイルは打撃系の戦闘を得意とし、戦闘時は「ドーン!」「バーン!」など擬音を口にして戦う。時には厳しく、時には優しく仲間たちを叱咤激励し、ジェナスたちの良き兄貴分として頼りにされている。基地陥落における撤退の際、殿を相棒のタフトと共に買って出ると言う男気を見せ、仲間たちを無事脱出させた。その後はタフトとともに重傷を負い、シムカの指揮下で治療を受けた後に連邦アムドライバーとして復帰する。しかし救われた恩を返した後は、ジョイと密かに連携をとってシムカの思惑と面子を潰すと共に、ジェナスたちの仲間となった。
変わり者であるタフトとは長い付き合いであり、彼の見た目からは計れない優しさを最も理解している。
使用バイザーはバーストバイザー・サラマンダー、ランスバイザー・ユニコーン、トライクバイザー・マンティコア、モノクルバイザー・ウェンディゴ。
タフト・クレマー
声 - 千葉一伸
ダークユニットのメンバーでベテランのアムドライバー。年齢は22歳。戦闘スタイルは近接型。実力こそ確かだが、ほぼ常時ハイテンションな調子でしゃべっては馬鹿笑いし、時には動物のように唸ったり吠えたりし、しゃべり方がカタコトになることもある。特に出撃すると法則性のない奇声を発しながら暴れている。
こうした普段の態度から凶暴な印象を受けるが根は優しく、ダークに「機械も大事にすればそれに答えてくれる」ということを伝えて手入れの大切さを教えたり、子供相手にはやたらと世話を焼いたりするなど、実際は好漢である。そのため、時折大人らしく的を射た発言もする。
スタイルが良く、メガベースに潜入する際、データ上の都合で女装する羽目になった時は見事受付の職員を騙している。しかしその時女装姿を褒められたことで癖になり、同じような任務があった時に自分が参加できないと知ると、出撃機会を失ったことを女装姿で悔しがっていた。
使用バイザーはバーストバイザー・サラマンダー、モノクルバイザー・ウェンディゴ。
パフ・シャイニン
声 - 笠原弘子
パフユニットのリーダーでシーンと一、二を争う人気を誇るアムドライバー。年齢は17歳。戦闘スタイルは空中戦闘主体。セラの兄ジョナサンの元パートナーで彼に憧れていた。戦争突入後は連邦→JA→連邦（PA）と所属を転々と変えた。男勝りで強気だが、女性としての優しさを秘めており、戦いの中で傷付いていくセラを、時には慰め、時には叱咤した。
使用バイザーはエアバイザー・バンシー、ストームバイザー・シームルグ。
ジュリ・ブルーム
声 - 鮭延未可
パフユニットのメンバーで、ジュネの双子の姉。年齢は16歳。戦闘スタイルは支援砲撃と空中戦闘支援。また、双子ならではの息の合ったコンビネーション戦法も得意とする。右ポニーテールの方でツッコミ担当。
使用バイザーはジャイロバイザー・フューリー。
ジュネ・ブルーム
声 - 小林晃子
パフユニットのメンバーで、ジュリの双子の妹。年齢は16歳。戦闘スタイルは空中戦闘支援。ジュリ同様、双子ならではの息の合ったコンビネーション戦闘も得意とする。左ポニーテールの方でボケ担当。
使用バイザーはジャイロバイザー・フューリー。
イヴァン・ニルギース
声 - 小嶋一成（幼年期 - 伊藤実華）
当初はジェナスたちをつけ狙う謎の男として登場する。常に謎の美少女、シャシャと行動している。戦争突入後は地下組織のサポートを受けつつジェナスたちのZEAM捜索の旅を手伝う。戦闘スタイルは大剣を使った近接攻撃。兄はアムテクノロジーの開発者の一人であったが、バグシーンが現れた原因を知ってしまいウィルコット（に取り入っている人間）に暗殺された。ガン・ザルディとは兄を通じて仲が良かった。一度ザルディの元へ寝返ったと思われたが、実は最後のピースをザルディから奪い取り、ジェナスに渡すための行動だった。しかしザルディにより高く締め上げられた後、山へと投げつけられジェナスに「未来を守れ」と言い残しそのまま谷底へと転落。以降の消息は不明。
使用バイザーはボードバイザー・ワイバーン（ただし、ブリガンディ・モードにはならず）。
シャシャ
声 - myco
当初はジェナスに興味を持つ謎の美少女として登場する。年齢は15歳。ニルギースと常に行動を共にしており、戦争突入後も行動を共にする。どこか掴みきれないところがある不思議ちゃん。戦闘スタイルは細身剣による高速近接戦闘。口癖は「ジェナ～ス」「ウィ」「trrrrr!」。両親はアムテクノロジーの秘密を知り殺されている。ジェナスには個人的にも興味を持っており、彼がシーンを失ったことで傷付いた際には、彼を慰めようと強引にデートに誘ったこともある。また、ジェナスにとってもその存在は次第に大きなものとなっていた。
しゃべり方は全てフランス語が混じった片言が基本（放送開始直後に発売されたゲーム『閃光のヒーロー誕生!』のエンディングではシャシャのセリフのみ全てカタカナで表示されていた）。
最終回辺りではニルギースの攻撃からジェナスを庇い、「ニルギース、きっと、わけ、ある…」と言って転落。死んだと思われたが最終回ラストでジェナスの前に皆と共に現れる。そして最後に「ニルギースを探しに行く」と言い残して姿を消す。
放送開始当時の声優のブログによると、当初はアムドライバーに両親を殺されたという設定だったらしい。
使用バイザーはエアバイザー・バンシー（ただし、ブリガンディ・モードにはならず）。

#### ピュアアムドライバーサポーター
ジョイ・レオン
声 - 豊永利行
アムドライバーのサポートを担当するメカニック兼ドライバー、作中で言うローディ。年齢は17歳。技術は一級品で、短期間でネオアムジャケットを量産、クロスバイザーを開発するなど仕事も速く、メンバーの信頼も厚い。しかし、プロメテウスの故障個所の修理はできなかった。口癖は語尾に付ける「っス」および「ウッホホーイ」。
シシー・クロフト / シルヴィア・クラフトン
声 - 山本麻里安
シシーの名はいわゆる芸名で、シルヴィアが本名。アムドライバーサポーターで、裏では地下組織工作員の14歳。若くして豊かなバストを持つ。ZEAMのピースを入手した際、JAの本拠地で連邦アムドライバーの応援を公然と行ったため、捕まってしまう。孤児院出身で、孤児達を養うためにサポーター活動をしている。救出後はPAと行動を共にする。ラグナと相思相愛になり、彼を助けるべく危険を犯して仲間たちの窮地を救うが、狂気に走ったロシェットによって射殺されて死亡してしまう。その死後に本名が発覚した。
マリー・ファスティア
声 - 本多知恵子
フリーのジャーナリスト兼レポーター。戦争以前からジェナスたちが所属する基地でアムドライバーのインタビューを行っていたことからPAのメンバーとの親睦も深い。
戦争突入後は世界に真実を伝えるためPAに同行する。単にマスコミとしてPAの活躍を報道するだけでなく、大人としてさりげなく助言したり、ジェナスたちをフォローする存在にもなった。
ニック・キーオ
声 - 西前忠久
マリーの相棒でカメラマン。戦争以前からジェナスたちが所属する基地でアムドライバーのインタビューを行っていたことからPAのメンバーとの親睦も深い。戦争突入後は世界に真実を伝えるためPAに同行する。
ジャック・ホンジョー
声 - 鳥海浩輔
パフユニットのローディ。パフたちと常に行動を共にする。
ポーラ・ガブリエル
声 - 杉山佳寿子
PAを支援する大金持ちのサポーター。

### 連邦

#### ウィルコット派（シムカ派）
バーロック・ウィルコット
声 - 林一夫
連邦評議会議長であり、アムドライバーを統率するトップの人間。戦乱の世の中に苦悩した末、強硬派の提案したバグシーンと言う「悪」を作り出し、世界を一つにまとめるという計画に乗ってしまい、次第に権力に運命を翻弄されるようになる。ウィルコットの娘もまたアムドライバーであったが、真実を知らぬままジャスティスアーミーとの戦いで戦死。自らが承諾してしまった計画のために彼女は命を落としてしまったと言える。ある時ジェナスたちに自ら真実を明かし、「私を逃がしてほしい」と訴えかける（また、この時のウィルコットの無責任な発言に怒りを覚えたセラに一度ぶたれた）。このウィルコットの行動が原因で（こっそりつけていたキャシーたちJAにバレてしまい）、放送で公にまでウィルコットの真実を証明されてしまうことになる。しかし、幼い頃に出会ったホークとの再会を経て、自分が何を望んでいたのかを思い出した彼は、シムカに反発。ジェナスたちを救うために自ら戦地に赴き、最後は大量のバグシーンを道連れにミサイルを自爆させ散っていった。
ランディ・シムカ
声 - 堀内賢雄
ウィルコット派のナンバー2であり元アムドライバーでもある男だが、現在はアムドライバーとしての能力は無いに等しい。口癖は「ゲットライド!（ジェナスとは違いカタカナ読みの発音）」。戦闘スタイルは槍による近接戦闘。ウィルコットの死後は同派閥はシムカ派と名を変えPAの前に立ち塞がる。テレビ報道を気にしてかアムジャケットを装着して登場することもあるが、そのアムジャケットは成り金趣味を思わせるキンピカであった。また、専用のデポトレーラー（キンピカ）も所有しており、側面のロゴをアムドライバー仕様から自分仕様に変更するなど徹底している。自身を裏切ったガン・ザルディの隙を突いてゼアム・ジャケットの複製を試みるが失敗に終わり、最期はガン・ザルディによって消される。
ジン・クロス
声 - 竹本英史
ウィルコット（シムカ）派アムドライバー。元々はゲームオリジナルのアムドライバー。ジェナスたちの先輩にあたる。アニメにも少しだけ登場するが、シムカの情けない態度に失望し見限っている。またアニメ本編では、（ZEAMのことで）シムカとキャシーの二人の協力成立後、別働隊として一回戦闘して以降、間もなく登場しなくなる。
ゲーム版ではかなりの実力者だったが、シーンには忘れられていた。かなりプライドが高く、シムカにとっては自分がジェナスの代わりに過ぎないと考えてジェナスを倒そうとしたが、彼との戦いを経て改心した。もっとも、実力はディグラーズよりは劣ると自覚している。ゲーム版とアニメ本編では髪の色が違っている。ゲーム版は黄色、アニメ本編は青。

#### ジノベゼ派
ジャン・ピエール・ジノベゼ
声 - 石丸博也
連邦評議会副議長。ニルギースからリークされたアムドライバーとバグシーンの戦いの真相をメディアを通じて表明した張本人でもあり、ジャスティスアーミーの頂点に立って連邦に反旗を翻し、連邦側のアムドライバーやその関係者たちを次々と傘下に加え、世界の掌握を目論む。目的のためには手段を選ばない冷酷な男だが、ZEAMの存在を嗅ぎ付けてしまったため、最期はZEAMの独占を目論むキャシーの命令を受けたKKによって乗っていた輸送機を撃墜され、殺される。
秘書
声 - 冨田真
ジノベゼの秘書。要所要所に登場するが、ジノベゼ没後の消息は不明。

##### ジャスティスアーミー
ガングリッド・ディグラーズ
声 - 岩崎征実
アムドライバーながらバグシーンと共に戦いジェナスらと敵対する。年齢は26歳。過去にマイヤーの下でアムドライバーとしての訓練を受けており、つまりはジェナスたちの先輩に当たる。しかし、並外れた闘争心の持ち主であったがゆえに、協調性を重んじるマイヤーとは反りが合わず、最終的には彼を倒し、より強い力を求めて養成所を去っている。正々堂々とした一面を持ち、ジェナスたちとの最後の対決では人質を解放し、真剣勝負を行った。
戦闘スタイルはハンマーを使用した殴打によるパワー戦法。口癖は「ゴラァ!」。シーンのライバル的存在。たびたび谷底に転落するが、その都度生還を果たしている。最後はジェナスたちと真剣勝負をするものの、キャシーの罠により爆発に巻き込まれ、マイヤーと再会した直後に谷底へと消えたが、その後の消息は不明。技術者としての才能もあるらしく、自作したケケという梟型のロボットを飼っているといった一面も。
ケケ / ネオケケ
声 - 西前忠久
梟型のロボット。ディグラーズの右肩にいつも座っている。必殺技は目から放つケケビーム。口癖は「ケケ」（復活後は「ネオケケ」）。一度ラグナに破壊されるが、後にネオケケ（見た目はお腹にバッテン型にガーゼか何かつけられただけ）として復活。最期はキャシーの罠で起こった爆発に巻きこまれ大破。一応本編後のメカ紹介にて紹介があり、そこにはディグラーズが作ったなどの記述も書いてあった。
キャシー・モルトン
声 - 並木のり子
元アムドライバー・シーンユニットローディ兼マネージャー。年齢は26歳。ユニット時代はシーンと交際しつつ、影でシーンを操っていた。戦争突入後JAに寝返り、ジノベゼの片腕として腕を奮う。怒ると手がつけられず、怖い形相をする。自分の欲望に忠実かつエキセントリックな性格で、ヒステリーな言動が目立つ。また、目的達成のためならば手段を選ばない悪女で、ロシェットたちのことを道具としてしかみなしていない。ZEAMを独占するため、上司や仲間を謀殺していき、組織の全権を握るに至ったが、シーンだけは諦めることができず、最終決戦にて戦艦に乗りこんだシーンに迫るが、逆に哀れまれて説得を受け激昂。シーンとの揉み合いの最中、その光景に激昂しシーンを殺そうとしたロシェットにシーンともども刺される。自らの死を実感しながらも、最期までシーンと一緒にいられたことをどこか満足げに感じながら死亡した。
ロシェット・キッス
声 - 福山潤
元アムドライバー・シーンユニットメンバー。年齢は16歳。キャシー直属部隊のリーダーとしてPAの行く手を阻む。戦闘スタイルは近接主体。母性本能をくすぐる容姿だが、その根は辛辣かつ卑劣。キャシーへの母親のような想いをもつ。精神的に幼いのが災いして残虐な行動をとることにためらいがなく、エーリックの死やパフユニットの裏切り、そしてキャシーが自分よりも裏切ったシーンを必要とするのを知ったことがきっかけで精神的に狂い始める。怒りや狂気のままにシシーやシーンの命を奪っていき、さらにはキャシーまで殺害。ジェナスに逆恨みをぶつけたため、遂にはジェナスの逆鱗に触れてしまうことになる。最後はKKに殴られ、生きて罪を背負い続けるべきだと諭され、彼に連れられて去って行った。
使用バイザーはジャイロバイザー・フューリー、バグブレイム・バンダースナッチ。
KK（クック・カーランド）
声 - 高橋広樹
元アムドライバー・シーンユニットメンバー。戦闘スタイルは支援砲撃。状況を冷静に判断できる腕を持ち、内心では自らの行動に疑問を抱きながらも戦う。中盤以降は、ロシェットの過剰かつ過激な行動を阻止することが多く、キャシーの本心にもとっくに気付いていたが、キャシーの言われるがままに行動するロシェットを心配しつつも何もできずにいた。しかし最後はロシェットを止めるべく行動し、ジェナスたちにZEAMのピースを提供した後、二度とアムジャケットを使わないことを誓う。
使用バイザーはモトバイザー・グリフォン、ジャイロバイザー・フューリー、バグブレイム・バンダースナッチ。
シャドー・エーリック
声 - 鳥海浩輔
JAに寝返ったアムドライバーの一人。シーンと知り合いであるアムドライバーでスクール時代のライバルだが、当の本人からは忘れられている。当初はダビッドのアムジャケットの色違いを着用していたが、途中からネオアムジャケットに変えた。戦闘スタイルは三又槍を使った近接戦闘。兄のバーンズを「お兄ちゃん」と呼び、慕っている。ニルギースに兄を殺され恨みを持っていたが、ある戦いでセラが正当防衛に撃った銃弾を受けて死亡。その死はロシェットを狂気に走らせた。
バーンズ・エーリック
声 - 松本吉朗
JAに寝返ったアムドライバーの一人。シャドーの兄。ジャイロバイザーの使用者。弟と共にジェナスたちを奇襲するがニルギースとシャシャに阻まれ、自身はニルギースに胴体を切られ戦死する。
ガモ・フレア
声 - 園崎未恵
JAに寝返ったアムドライバーの一人で、女性だけで構成された部隊を率いる。戦闘スタイルは鞭を使った近接戦闘。クプティに避難したスクールを襲うもジェナスたちに阻止され、キャシーにあっさり捨てられた。
ミルン・ハッキネン
声 - 花村怜美
JAに寝返ったアムドライバーの一人。ガモと共にスクールを襲うもジェナスたちに阻止される。
ジェイソン・ダビッド
声 - 風間勇刀
ディグラーズの副官で鞭使い。ジャスティスアーミー一般兵士のアムジャケットのカラーリングを変更し、角を付けたアムジャケットを着用。残虐な性格で、抵抗力を失った者にさえ暴力を振るう。口癖は「いい子にしてろ!」。幾度かPAと交戦するも、最後は橋の上でクロスバイザーを完成させたジェナスの一撃を喰らい、谷底に転落して生死不明となった。
アレン・ルー
声 - 千葉一伸
元アムドライバー司令官で、ジェナスの元上司。元々部下たちをこき使っておきながら自分は口だけという器の小さい人物だったが、己の保身のためにJAに寝返りその指揮官になった。「虎の威を借る狐」を絵に描いたような男であり、JAに付いた時にはすっかり小悪党的なイメージが定着していた。実力は大したものではなく、キャシーからは見下されている。ちなみに帽子を取った頭頂部は禿げている。最期はムーロン陥落の際に、ウィルコットが自分の命を賭けて起爆させたミサイルの爆発に巻き込まれ死亡。

### その他
ガン・ザルディ
声 - 小杉十郎太
初代アムドライバー。引退してからは絵を描きながら静かに暮らしていたが、その真相は自身がアムドライバー計画の全貌を知ったことで、その命を狙う連邦評議会の追手を逃れるためであった。戦争突入後ジェナスたちにZEAMのピースを集めるよう道を指し示すが、ZEAMの使い方の相違から最大の敵として立ちふさがる。終盤にてフルゼアムを手に入れ、自らを神と自称。破壊の限りを尽くし、PAと激闘を繰り広げる。最期はジェナスとの戦いの末、溶岩の中に落ちそうになりジェナスに救出されそうになるも、彼らに羨望の念を抱きつつ自ら手を放して溶岩の中に消えていった。
カペリ・ニルギース
声 - 水島裕
ニルギースの兄。故人。アムテクノロジーの秘密を公表しようとするがウィルコットが送った暗殺者に暗殺された。ザルディとも面識があった。
ジョナサン・メイナード
声 - 宮本充
セラの兄で、パフの元相棒のアムドライバー。故人。本編開始の4年前にバグシーンの真実を探るためバグエリアに突入したが、秘密を知ってしまったことで殺されてしまい、2カ月後に死体で発見された。
マサキ・フジモト
声 - 内藤玲
ジェナス・ラグナ・セラの3名の所属していたベースキャンプ「リトル・ウイング」のメンバー。性格は気弱な方ではあるが、フェイと比べるとテンションは高め。JAに捕らわれ、ダビットに凄惨な暴行を受けた。後にジェナスたちと再会するが、既にJAのスパイになっており（前述のテンションの高さも顕著になっており、真実を隠すための演技と思われる）、ZEAMの存在をキャシーに漏らし、さらにジェナスとシーンの二人を仲違いさせるが、ジョイによって真実を暴露されてしまう。自棄になったマサキはジェナスたちに襲い掛かるが、フェイに止められ、最後はセラたちに「戦いは人を変える」などと告げ逮捕される。
フェイ・カーン
声 - 宮野真守
ジェナス・ラグナ・セラの3名の所属していたベースキャンプ「リトル・ウイング」のメンバー。マサキ同様JAに捕らわれ、ダビットに凄惨な暴行を受ける。後にジェナスたちと再会するが、元々やや気弱な所こそあったものの、JAに受けた暴行による恐怖から以前よりも気が弱く内向的になってしまう。マサキがJAのスパイになっていたことに薄々感づいており、彼が暴走し出したことで身を挺して止めた。
ビリー・ホーク
ルーキーズミッションで優勝したアムドライバー。
デライア・シルバーマン
声 - 斎藤千和
アムドライバーとバグシーンの戦闘に巻き込まれた女子高生の一人。バグシーンに狙われる危険のある街の母校にこもり、マリーらに「この街を出たくない」「アムドライバーは街を平気で壊す」などと訴えかけた。しかし最終的に母校はディグラーズの攻撃で破壊され、自分たちの覚悟の甘さを知ってタウンに避難した。
ノリア・ギャバリー
声 - 高橋美佳子
デライアのクラスメイト。デライアよりもアムドライバーへの攻撃的な程度を見せており、タウンへの避難を頑なに拒んでいたが、ジェナスたちに救われたことで「アムドライバーも嫌いじゃなくなった」と話していた。またKKのファンでもあるような発言をしていた。
アンディ・バド
声 - 鮭延未可
PAファンの少年で、ミゲルの兄。部屋にはアムドライバーのフィギュアやポスターを大量に飾るほどのファンだが、ラグナのフィギュアは持っていなかった。
ミゲル・バド
声 - 小林晃子
PAファンの少年で、アンディの弟。
父親
声 - 園岡新太郎
アンディとミゲルの父。ジノベゼの告発後アムドライバーに懐疑的であった。だがジェナスたちPAの活躍を見たことにより、考えを改めた。ゲーム版では、「（信じきってはないが）君たち（PA）に支援しよう」などのようなことを言っていた。
ガルシア・ルブラン
声 - 林伊織
ドライブインの主人。ニコラと共に店を切り盛りしている。
ニコラ・ルブラン
声 - 小森創介
ガルシアの息子。学生時代は将来有望な野球選手だったが、肩を壊して夢をあきらめた。隠れているジェナスたちをディグラーズから守ったり、ニコラにとって大切なあこがれの人のサイン入りボールをディグラーズ（正確にはケケ）にとられ、それをジェナスたちが取り返す流れになったことが、シーンを復帰させるきっかけになった。
ベティ
声 - 長浜満里子
ミュネーゼにある孤児院の管理者。シシーとは長い付き合い。
ビス・ジョバンニ
声 - 竹内順子
ワットの孫娘。タフトと知り合ったことでローディを目指すようになる。
ワット・ジョバンニ
声 - 加藤治
ビスの祖父で、第一級戦術兵器技術者の資格を持つ。自分たちの作った量産型兵器をありがたみなく扱うアムドライバーたちに対しては嫌悪感を抱いている。モノクルバイザーを開発。モノクルバイザーの方は2台ともPAに進呈した。
デューク・オリビエ
声 - 丸山詠二
ガン・ザルディをサポートしていた伝説のローディ。引退後はレストランを経営していた。ガン・ザルディの居場所を知る数少ない人物で、ジェナスたちがガン・ザルディからゼアム捜索を託されるに足るか否かを見極めていた。しかし後に人が変わってしまったガン・ザルディと再会し、失望の中、彼との思い出の写真を破り捨てて去って行った。
ホーク・ガラオックス
声 - 沢りつお
"奇跡のホーク"と呼ばれた歴戦の勇士。50年前、ムーロンに押し寄せた敵軍をたった一人で退けたという逸話をもつ。若い頃のウィルコットと面識があり、その時の言葉はウィルコットの最期に大きな影響を与えた。
バルゼ・マイヤー
声 - 辻谷耕史
アムドライバー養成所の教官。過去にディグラーズもマイヤーの下で訓練を受けていたが、あまりにも協調性が無いことで最終的に袂を分かつことになってしまった。戦いにしか生きられないディグラーズの心境を理解できず、「間違い」と批判することしかできなかったことに、今でも後悔している。足を負傷した状態ながらも、PAと戦うディグラーズを説得しようと単身向かうが、ようやく辿り着き再会した矢先に待っていたのは、彼がキャシーの悪意によって爆風に吹き飛ばされ、笑いながら谷底へ落ちていく瞬間であった。
ハンス・マイヤー
声 - 林勇
バルゼ・マイヤーの息子で、アムドライバー養成所の研修生。後にキャシーによって人質に捕らわれるが、PAが人質を取られて動けないことに気付いたディグラーズによって返還される。ひたすら戦いの中で生きようとするディグラーズの姿に複雑な表情を浮かべていた。
トト・マッシュ・ダァ
声 - サエキトモ
バグシーンによって両親を失った兄妹の兄。
ナナ・マッシュ・ダァ
声 - 佐土原智子
バグシーンによって両親を失った兄妹の妹。
ナナの母親
声 - 須加みき
トトとナナの母。バグシーンに殺害された。
クレア・オギルヴィー
声 - 三橋加奈子
アムドライバー養成所の研修生。PAの存在が自分たちにとって迷惑にしかならないと考え、JAに密告してしまう。

## アムジャケット

### アムジャケット装着者
通常のアムジャケットを装着した人物。地下組織製造版も含める。
ジェナス
基本装備は150（ワンフィフティ）ソード、ナイフ、ライドボード。
「基本を使いこなす」という考えから、ライドボードは調整を行っていないベーシック仕様である。
ラグナ
基本装備はピストル、ロングライフルと、ライドボードで、射撃主体。
ライドボードは機動性を強化した操作性重視で、なおかつスピードも増強されている。
セラ
基本装備はディスクシューター、エンジェルウィング、ライドボード。
ライドボードは操作性重視のタイプをさらに軽量化された仕様である。
シーン
基本装備は七支刀、ミサイルランチャー、レーダー、ライドボード。
ライドボードはシーンの十八番「ボーダタック」に特化した特別仕様で、ボードの先が他よりも細い。
ロシェット
装備品はシーンと同じ。
KK
装備品はシーンと同じ。
ダーク
基本装備はディストラクションハンド、グレネードフィスト、ハンドグレネード、ライドボード。
ライドボードは重量級だが、本編ではジェナスより軽やかに乗りこなしていた。
タフト
装備品はダークと同じ。
パフ
装備品はセラと同じ（GBAソフト「GetRide! アムドライバー 出撃!バトルパーティー」においては加えてリインフォースソードも使用していた）だが、性能面では上回っており、ライドボードはスピード重視でセラのものより早い。
ジュリ
基本装備はフローターキャノン。
ジュネ
基本装備はディスクシューター、ライドボード。
ディグラーズ
ニルギース（地下組織製造）
基本装備はアムレイピア。
シャシャ（地下組織製造）
シムカ
メディアを意識したキンピカのアムジャケット。
一般アムドライバー
ガン・ザルディ

### ネオアムジャケット（PA）装着者
ジョイ製造のネオアムジャケットを装着した人物
ジェナス
ガン・ザルディが使っていた初期型のアムジャケットをベースに、ジョイが改造を施してジェナス用にしたもの。
頭部サイドにある角らしきものが逆転して後ろに向かって突き出しているのが特徴である。
元々ガン・ザルディしか使用出来ないと言われるほどの高性能ジャケットであり、性能は素でかなり高い。
設定上はジャスティスアーミーで開発されたものより3%程度のみ性能が上なだけだが、それでもジェナスは複数のアムドライバーを倒すほどの威力を発揮している。
基本装備はアムグラディウス、ソードブレイカーII、アムファルシオン×2。必殺技はそれらを合体したスクラムブレード。
ラグナ
ジョイが初めて一から作り上げたネオアムジャケット。元はダーク用にチューンされていたが、ミュネーゼに侵入するというラグナのため先に譲ったもの。
基本装備はアサルトガン、コアガン。必殺技はそれらを合体したマルチジョイントガン。
シーン
ネオになってからはほぼ完全中距離支援装備仕様となった。
基本装備はヘビーミサイルポッド。必殺技はそれらを合体、本体を射出するアッセンブルミサイルポッド（GBAソフト「GetRide! アムドライバー 出撃!バトルパーティー」においては本体は発射せず弾を撃ち出す描写であった）。
ダーク
基本装備はデモリッションハンド。必殺技はそれと脚部のレギングブースターを合体したブーステッドナックル。
タフト
基本装備はアムスピア、ダブルスラッシャー。必殺技はそれらを合体したバリアントアックス。

### ネオアムジャケット（JA）装着者
ジャスティスアーミー謹製のネオアムジャケットを装着した人物。
セラ
基本装備はブーメラン。必殺技はスラスターとブーメランを合体したストライクウイング。PA復帰後、ジョイにより、セラ好みのメンテナンスが施されている。
パフ
主にストームバイザーで戦っていたため基本装備は不明（GBAソフト「GetRide! アムドライバー 出撃!バトルパーティー」においてはスプレンディッドというブーメランを使用していた）。
ジュリ
JAでは素早さを生かし、小刀で攻撃。ジュネとの双子ならではのコンビネーション攻撃も健在。
ジュネ
ジュリと同じ。しかしギア装備部位はジュリの対象。
ロシェット
基本装備はシザースブレード、グラップルシザース×2。必殺技はそれらを合体したナイトメアシザース。
KK
基本装備はガンサイズ×2、ガンシールド×2。必殺技はガンサイズを合体したドレッドアーバレスト。
シャドー
基本装備は三又槍（名称不明）。
ディグラーズ
基本装備はハンマーシャフト、エクステンションクロー。必殺技はそれらをと肩部のハンマーギアを合体したギガンデスハンマー。

### ネオアムジャケット（その他）装着者
ジョイ・ジャスティスアーミー謹製以外のネオアムジャケットを装着した人物。
ニルギース（地下組織製造）
基本装備はアムバスタードソード。必殺技はそれと肩、足パーツを合体したエイドロンソード。
シャシャ（不明。紹介コーナーでジョイがどこで作られたかわからないと言っていた）
基本装備はサーベル。シャシャが気合で動かしているらしい。
ジン
GBAソフト「出撃!バトルパーティー」などで確認できるが、基本装備はマサムネブレードという刀型の武器と、ニチリンと呼ばれる手裏剣（状の武器）。必殺武器はマサムネブレードに肩のパーツを合体させたムラマサブレード。
シムカ
シャドーのジャケットを流用（?）したもの。金ピカである。

### ZEAMジャケット装着者
ZEAMエネルギーを使用するアムジャケットを装着した人物。
ジェナス
基本装備はブレードアーム、アブソリュートソード。必殺技はリミッターを解除したアブソリュートソード。
ガン・ザルディ
ザルディがデュークに製造させたZEAMジャケット。基本装備無し。衝撃波と原子分解をレンジ毎に使い分ける。
シムカ製黒アムドライバー（ZEAMのデータはダミーであった）
基本装備はブレード。
（註）46話のジャケット紹介コーナーにてネオガン・ザルディと表記されていたが、ZEAMのピースを利用したジャケットであるため、ZEAMに位置付けた。

### フルZEAMジャケット装着者
ZEAMジャケットの最終進化形を装着した人物。
ジェナス
基本装備はブレードアーム、アブソリュートソード、ネオエッジのデュランダル。
ガン・ザルディ
基本装備無し。腕を武器に変化し、長時間チャージを必要とするが街の一つを簡単に吹き飛ばすことが可能。

## バイザー
アムドライバーが使用するサポートメカ。「Binary Silhouette Armor」の略称。アムドライバーを乗せての高速移動が可能なビークル・モードと、戦闘時にアムドライバーのパワードスーツとなるブリガンディ・モードの2形態に変形する。ここではバイザーバグについても記述する。強力な装備だが、入手にはかなりのバジェットが必要となる。
ボードバイザー"ワイバーン"
物語初期にジェナスが使用したボード型バイザー。ビークル・モードはアムドライバーが広く使用するライドボードと同じような運用が可能。ブリガンディ・モードでは両腕に装備されたボード先端部を「ダブルブレード」として使用する。後にビークル・モードのみであるがニルギースも使用した。
- ボードバイザーX"ワイバーン"（GBA「閃光のヒーロー誕生!」オリジナル）

モトバイザー"グリフォン"
物語初期にラグナが使用したバイク型バイザー。本来はシーンの所有物であったが、射撃能力の高いラグナに譲渡された。ビームキャノン「ギルバーグ」など、射撃戦武器が充実している。
ネオモトバイザー"グリフォン"
モトバイザーのバージョンアップ型。外見はカラーリングが茶系統から白系統に変化している。

エアバイザー"バンシー"
セラやパフが使用していた空戦用バイザー。ビークル・モード形態はステルス戦闘機を髣髴とさせる形状をしている。機体上部に搭乗できるだけでなく、グライダーのように背中に装着することもできる。飛行能力を十分に発揮させるためには、体重の軽い女性の使用が望ましいとされる。後にビークル・モードのみであるがシャシャも使用した。
トライクバイザー"マンティコア"
ダークが使用したトライク（三輪車）型バイザー。ホイールは全てキャタピラ状のものとなっている。ブリガンディ・モード時は高出力、重装備となり、ハンマー系の武器（名称不明）で戦う。
エッジバイザー"デュラハン"
シーンに与えられた最新型バイザー。フローターバイクのビークル・モードからブリガンディ・モードに変形。高性能化を追求しており、従来のバイザーよりも高出力のジェネレーターを搭載し、総合性能で従来のバイザーを大きく上回っている。ブリガンディ・モード時は専用のマニピュレーターを介して大型の双剣（エッジ）「デュランダル」を振るい、二刀流のスタイルで戦う。
ネオエッジバイザー"デュラハン"
物語終盤に登場したエッジバイザーの後継機。外見はエッジバイザーのカラーリングを緑系統にしたもの。これもシーンの愛機となる。
シーン亡き後、このバイザーのパーツはシーンの形見として重要な役割を果たした。最終決戦時にはデュラハンの一振りをジェナスが使用。

ランスバイザー"ユニコーン"
ダークが使用した強襲用バイザー。大型のロケットブースターを装備し、これの推進力を利用し敵陣深くに突撃し、ビークル・モード時の機首となっていた部分を大型ランス「グングニール」として使用する。装備が大型のため、使用者には強靭な体力が要求される。
バーストバイザー"サラマンダー"
ダーク・タフトが使用したミサイル搭載バイザー。機体の両サイドに大型ミサイル（名称不明）を8基搭載しているのが最大の特徴。ブリガンディ・モード時に保護アーマーを排除して発射する。このミサイルの火力は絶大だが、それ以外に武装が装備されておらず、発射後はアムドライバー自身の武器で戦わなければならない。
ライトバイザー"テュポーン"
ジェナスが搭乗したライトバイザー1号機。ボード型。ライトバイザーとは通常のバイザーを簡略化した簡易バイザーであり、単体でのブリガンディ・モードへの変形機構はオミットされている。しかし代わりに2号機であるエキドナと合体し、クロスバイザーとなる機構を持つ。
単体のスペックとしては、名前の通り軽量である為機動性に優れ、特にこの1号機は完成当時最速といわれていたエッジバイザーを凌ぐスピードを与えられている。さらにジョイの改修によってバグシーンに発見されなくなるヒドゥンシールドを新たに搭載された。
ライトバイザー"エキドナ"
ラグナが搭乗したライトバイザー2号機。小型戦車型。クローラーを装備し、悪路走破性に優れる。車体後部に搭載された大型ビーム砲「ブルトガング」による砲撃戦を得意とする。クロスバイザー合体時は車体後部が丸ごと分離して合体パーツとなる。合体後エキドナ本体部は小型のフローターとして、その機動性を生かしクロスバイザーのバックアップを担当する。テュポーンと同様、ジョイの改修によりヒドゥンシールドを装備した。
クロスバイザー"オルトロス"
- ライトバイザー"テュポーン"+ライトバイザー"エキドナ"

ジェナスが使用する、上記の2機のライトバイザー、テュポーンとエキドナの車体後部ユニットで構成される特殊ブリガンディ・モード。
従来の単体バイザーのブリガンディ・モードを大きく凌ぐスペックを持ち、物語中盤の主戦力として活躍した。
なお、この頃からバイザーの大型高性能化が顕著となり、これを含め、後発のネオクロスバイザー、ネオボードバイザーなどは腕部が完全なロボットアーム化、腰や脚部に強化外骨格が構成されるなど、装着者が「着込む」形から「乗り込む」形へと変遷していく。
ジャイロバイザー"フューリー"
ヘリコプター型のビークル・モードからブリガンディ・モードへ変形するバイザー。変形機構がシンプルであり、パーツの分離を行うことなく速やかにブリガンディ・モードへと変形することができる。ブリガンディ・モード時の性能は高くはないが生産性に優れ、バイザー中唯一量産化に成功したモデルとして、JAを初めとした多くの一般アムドライバーのバイザーとして相当数が生産された。
ローター部を大型のビーム砲「レーヴァテイン」に変形させることができるが、発射口の自由度がないため狙いを定める際に体を傾けなければならず、実戦向きとは言い難い。
ストームバイザー"シームルグ"
エアバイザーを発展させた空戦用バイザー。JA製。ビークル・モードは前進翼の戦闘機型。やはり体重の軽い女性が重宝される模様で、エアバイザーの時と同じくセラやパフが使用していた。
ランドバイザー"ベヒモス"
物語後半にシーンが搭乗した、トラック型のビークル・モードから変形する砲撃戦に特化した重量級バイザー。ブリガンディ・モードになっても使用者はバイザーに搭乗したままであり、「着込む」形ではなく、完全に「乗り込む」形となったバイザーである。
モノクルバイザー"ウェンディゴ"
ワット・ジョバンニが作り上げた格闘戦用バイザー。物語後半にダークとタフトに与えられた。一輪車両型のビークル・モードから、その車輪部をグラップルハンド（大型アーム）「ガラハッド」として使用するブリガンディ・モードへと変形する。ダーク・タフトの戦闘スタイル同様、大型アームを使用したパワフルな戦いを得意とする。
ライトバイザー"ファーブニル"
新たなクロスバイザーを構成する新ライトバイザーの1号機。ボード型。物語後半にジェナスが使用。
今回のライトバイザーは1号機のみブリガンディ・モードへの変形が可能となり、ボードバイザーの後継機といえるバイザーとなった。
ライトバイザー"フェンリル"
物語後半にラグナが搭乗した新ライトバイザー2号機。バイク型。ブリガンディ・モードへの変形こそできないものの、こちらもラグナが使用していたモトバイザーを彷彿とさせるバイザーである。ハイキャパシティビームライフル「グラム」による砲撃戦を行う。クロスバイザー合体時は車輪部が脚部合体パーツとして分離、残ったコクピット部とビームライフル部はフローターとなる。今回はエキドナの場合とは異なり、ビームライフルによる強力なバックアップが可能になった。
ネオクロスバイザー"ザイフリート"
- ライトバイザー"ファーブニル"+ライトバイザー"フェンリル"

ジェナスが装着する、ファーブニルとフェンリルの合体パーツ部で構成される新たなクロスバイザー。最大サイズのバイザーであり、そのスペックも破格のものとなっている。
バイザー各部は強化外骨格化しており、合体時後フローターとなってザイフリートのサポートを行っていたフェンリルを、パイロットであるラグナごと背部に接続することも可能となった。その形態で発射される最大出力のビームライフルの威力は絶大である。
ネオボードバイザー"リンドヴルム タイプS"（ソードダンサー）
ボードバイザーの正当な後継機にあたるボード型バイザー。今回はソード系の装備を充実させたタイプSと、ガン系の装備を充実させたタイプGの2機種が製作された。これはそのソード系装備のタイプSである。
ジェナスに与えられた最後のバイザーであり、ブリガンディ・モード時には身の丈に匹敵するギガブロートソード（巨大剣）「エクスカリバー」を振るい、こと格闘戦においては最強クラスの戦闘力を発揮する。また、このエクスカリバーにバックパックブロックを推進器として取り付けることで、ブリガンディ・モード形態での搭乗が可能な大型ライドボードとして運用することができる。
ネオボードバイザー"リンドヴルム タイプG"（ガンシンガー）
ソードダンサーの姉妹機にあたるボード型バイザー。本体部の構造はソードダンサーと共通であり、カラーリングとガン系統の武器を装備している点が異なっている。
こちらはラグナの最終バイザーとして使用され、ソードダンサーのエクスカリバーに相当する大型武器・エクセルビームライフル「ロンゴミニアド」を中心とした強力な火器類により、強力な砲撃戦能力を発揮。ソードダンサーと連携し物語終盤の激戦を潜り抜けた。こちらもロンゴミニアドにバックパックユニットを取り付け、大型ライドボードとして運用することが可能。

バグブレイム"バンダースナッチ"
JAが製作した、バグシーン型バイザー。自律行動が可能な昆虫型多脚メカであり、アムドライバーの背面に合体する。この形態では脚部をガンスラスター「ドラグヴァンディル」という射撃武器として使用できる。この他にも、単体時での高速移動形態クルーズ・モード、射撃武器の射線を集中させ火力を増強させる形態ガトリングショット・モードにも変形可能。主にロシェットが使役したが、ロシェットの物はジェナスによって破壊された。
ブレードバイザー
ゲーム版出身のキャラクター、ジン・クロスの使用するバイザー。その名の通り、大小様々なブレードを装備。ビークルモードは、カブトムシを髣髴とさせる形状となっている。
バイザーバグ
バイザーを装備したバグシーン。従来のバイザーの装着者をアムドライバーからバグシーンに置き換えたものであり、モトバイザー・エッジバイザーなどをモデルにしたバイザーバグが製作された。JA製。基本的にブリガンディ・モード形態のみで運用され、JAのムーロン侵攻時などに相当数が投入された。

## 作中用語
アムドライバー
バグシーンを倒し、ピープルを守るため特殊な訓練を受けた職業軍人。しかしそれと同時に『悪い奴をやっつけるヒーロー』というエンターテイメントとしての側面も持っている。
バグシーン
10年余り前に突如出現した謎のメカ。地球上の建造物を破壊して人々を追いやり、支配地域を広げている。
人間を直接襲うことはないが、アムエネルギーを狙う習性からアムドライバーや建造物、ライフラインに対して攻撃を仕掛ける。
しかしその正体は、ウィルコットたちによって、世界を一つに纏めるために作られた架空の悪であった。
JAが登場してからは対アムドライバー用であるトパスシリーズやバイザーバグが出現し、JAの勢力拡大に貢献している。
キャンプ
各地に点在するアムドライバーの基地。
十数人のアムドライバーが配属されており、それがさらに複数のデポに分かれる。
デポ
キャンプをさらに細かく分けた部隊で、一台のデポトレーラーに数人のアムドライバーやローディーが所属している。
バグシーンの攻撃が激しいキャンプ「リトルウィング」では主に同じデポの二人、または数人が「コンビる」（つまりユニットを組む）ことでバグシーンに対処することが当たり前となっている。
プロメテウス
デポトレーラーの通称である。アムジャケット装着装置やアムドライバーの個室・シャワールーム・ブリーフィングルーム・カタパルト兼クレーンなどがあり移動拠点としての機能を持つ。見た目以上に大きいらしく一時期は一つのトレーラーに12人が生活していたり、17機ものバイザーが載せてあった。劇中のセリフや描写を見るにはコーヒーサーバーはあるもののキッチンは備えられていない様子。カタパルトは自由に発進する方向を決めることができる他、角度も90度持ち上げて飛行できるバイザーを真上に打ち上げることができる。後部格納庫から直接発進することも可能としている。PAが使っているデポトレーラーの識別コードは「プロメテウスDT103」。作中世界においてこれの玩具が販売されている。
ローディー
各デポに所属するアムドライバーのサポーター。装備の調整やアムドライバーへのアドバイス、現地での戦闘支援など多方面でアムドライバーを支援する。
バジェット
アムドライバーに与えられる報酬。成績に応じて額が変動し、多く活躍した者ほど多く与えられ、人気が高まればシティのカンパニーから「サポートバジェット」が出る。
主に新たな装備の購入に使われている様子。トップアムドライバーになればインテリアや嗜好品などを取り寄せたり、基地敷地内に簡易的ながら家を建てることができる。
スクール
アムドライバーの養成施設。
数多くの候補者が厳しい訓練を重ね、高度なテストにパスした者のみがアムドライバーになれる。
セカンド・ライン
敵の第二陣。これを確認せずに無闇に突っ込むと予想外の事態に陥ってしまうので注意が必要。
マリーによれば「常識」らしいがスクールでは教えてくれなかった模様。
アムエネルギー
アムドライバーの使用する各装備のエネルギー源。特に詳しい説明はないが、作中世界の日常生活にも普遍的に利用されている。
アムテクノロジー
アムエネルギーにより引き起こされる現象「アム・フェノメノン」を応用した技術。アムドライバーの装備はこれにより作り出されている。
アムジャケット
アムドライバーが装着する強化服。パーソナルカラーやメットに装備するセンサーの組み合わせによりその外見は多彩。
アムマテリアル
アムテクノロジーが生み出した産物の一つ。下記のアムギアの原材料である。従来の兵器ではまったく歯が立たないバグシーンに対してこれを加工した武器でのみダメージを与えられる。また、装甲材としても優秀で物理攻撃のみならずレーザー系武装やビームに対しても高い耐久力を誇る。性能がいい物になるとエネルギー通すと使用者のパーソナルカラーに変化するのもある。弾丸にも使用されていることから生産性もあると思われる。
アムギア
アムテクノロジーによって作られるアムドライバーの装備のこと、単純に「ギア」と略されることもある。
アムマテリアルを加工した防具、ソードやガンなどの武器、移動や盾に使うライドボードにバイザーもアムギアに含まれ、アムジャケットを除くアムドライバーの装備はほぼすべてアムギアと言える。
ボーダタック
ボードアタックの略。加速したライドボードを空中で手に持ち替え（ボード下面に盾として使うためのグリップが付いている）、その勢いで敵に激突・撃破する超高等テクニック。
仕様上すべてのボードで可能だが、超高等テクニック故に最初はシーンしか修得者がいなかった。故にこれを成功させたジェナスと彼の部屋のテレビリモコンは大きな注目を浴びた。

## 各勢力の詳細
ピュアアムドライバー（通称PA）
所属アムドライバーはジェナス、ラグナ、セラ、シーン、ダーク、タフト、パフ、ジュリ、ジュネ、ニルギース、シャシャ。サポーターはジョイ、シシー、マリー、ニック、ジャック、ポーラなど
物語初期から中期にかけて、ジェナスが連邦にもジャスティスアーミー（JA）にも属さないという信念から独立部隊として結成。主に物語初期に陥落したジェナスたちの基地に所属していたアムドライバーから構成がなされている。
アムドライバーの実力としてはダークやシーン、パフなどの実力者たちが戦闘経験の少ないジェナスたちを戦闘、作戦においてサポート。物語が進む中でジェナスたちの実力も上がってきたこともあり連邦にもJAにも負けない少数精鋭の強豪部隊となっていた。
連邦
かつてはウィルコット派とジノベゼ派とに分かれていたが、ジノベゼによるスキャンダル暴露からはそれぞれが連邦とJAに完全に分かれることとなる。
所属アムドライバーは主にガン・ザルディ、ジン、ジョナサン（故人）など。
ウィルコットの死後はシムカ派と称して、PA及びJAとは抗争を繰り広げた。
ZEAMの存在を知ったキャシーがシムカに共同戦線を呼びかけたこともあり、後半は連邦とJAの連合軍と化していた。シムカの死後は事実上の解散となった。
ジャスティスアーミー（通称JA）
ジノベゼの私設部隊として設立。各地のアムドライバーキャンプを襲撃し、捕らえたアムドライバーを拷問や洗脳、もしくは買収（地理の保証などの利益の提供）によって帰順させることで勢力を拡大している。スキャンダル暴露後は完全に連邦から離れ、連邦に代わり世界のあらゆる所で猛威を振るった。
所属アムドライバーはディグラーズ、ロシェット、K・K、エーリック兄弟など。
ZEAMの存在を知ったキャシーによって物語終盤でジノベゼが抹殺され、以後はキャシーがトップとなる。後にシムカ率いる連邦とは共謀する。キャシーの死後は目立った活動も無くこちらも事実上の解散となった。
連合軍
ZEAMの持ち主でもあったガン・ザルディ、そしてZEAMの存在を知ったキャシーおよび呼びかけに答えたシムカがジェナスたちからZEAMの奪還を目的として設立。
物語後半に於いてはその行く先々でPAを苦しめ、ガン・ザルディがZEAMのピースを揃えたことでその目的を果たした。だが、シムカ・キャシーの死去において最後は連合軍としての機能を果たせなくなってしまう。

## スタッフ
- 監督 - 虎田功
- ストーリーエディター - 並木さとし
- キャラクターデザイン - 菅沼栄治
- メカニックデザイン - 常木志伸、寺岡賢司
- プロダクションデザイン - 宮崎真一
- 美術監督 - 岩瀬栄治
- 色彩設計 - もちだたけし
- 撮影監督 - 近藤慎与
- 編集 - 松村正宏
- 音楽 - 丸山和範
- 音響監督 - 郷田ほづみ
- プロデューサー - 山川典夫、三宅将典
- アニメーション制作 - スタジオディーン
- 製作 - テレビ東京、NAS

## 主題歌

### オープニングテーマ
「SILENT MOON」（1話 - 18話）
作詞 - 貴水博之 / 作曲 - YAMACHI / 編曲 - HAL / 歌 - HIRO☆TAKAMI（ソニー・ミュージックアソシエイテッドレコーズ）
「Ready?」（19話 - 50話）
作詞・作曲 - 大浦祐一 / 編曲 - 古池孝浩 / 歌 - 鯨井康介（ジェナス・ディラ）（コナミメディアエンタテインメント）

### エンディングテーマ
「STRAIGHT FROM MY HEART」（1話 - 18話）
作詞 - 新井仁 / 作曲・編曲・歌 - NORTHERN BRIGHT（コナミメディアエンタテインメント）
「セカンドステージ」（19話 - 50話）
作詞・作曲 - 佐藤大志、山内麻里子 / 編曲・歌 - ナスカ（コナミメディアエンタテインメント）
「Ready?」（51話）
作詞・作曲 - 大浦祐一 / 編曲 - 古池孝浩 / 歌 - 鯨井康介（ジェナス・ディラ）（コナミメディアエンタテインメント）

## 各話リスト
| 話数    | サブタイトル           | 脚本       | 絵コンテ                           | 演出             | 作画監督                          | 放送日         |
| ------- | ---------------------- | ---------- | ---------------------------------- | ---------------- | --------------------------------- | -------------- |
| stage1  | ファースト・バトル     | 並木さとし | 虎田功 小林孝嗣                    | 虎田功           | 菅沼栄治 河南正昭                 | 2004年 4月5日  |
| stage2  | セカンド・ライン       | 並木さとし | 菊地康仁                           | 南康宏           | 大河原晴男 南伸一郎               | 4月12日        |
| stage3  | ボーダタック           | 並木さとし | 山口晋                             | 山口晋           | 山口晋                            | 4月19日        |
| stage4  | フーアーユー           | 並木さとし | 青鮫鱒次郎                         | 吉田俊司         | 矢野裕一郎                        | 4月26日        |
| stage5  | バイザーオンステージ   | 並木さとし | 川崎逸朗                           | 加藤敏幸         | 村田俊治                          | 5月3日         |
| stage6  | ボードバイザー         | 広平虫     | 篠原俊哉                           | 上坪亮樹         | 河南正昭                          | 5月10日        |
| stage7  | ルーキーズ・ミッション | 中瀬理香   | 川崎逸朗                           | 鈴木芳成         | 南伸一郎                          | 5月17日        |
| stage8  | イッツ・マイ・ターン   | 並木さとし | 吉田俊司                           | 吉田俊司         | 村田俊治                          | 5月24日        |
| stage9  | グリーンライト         | 広平虫     | 青鮫鱒次郎                         | 岡崎幸男         | 金田栄二 矢野裕一郎               | 5月31日        |
| stage10 | シー・ユー・アゲイン   | 並木さとし | 小林孝嗣                           | 佐藤照雄         | 河南正昭                          | 6月7日         |
| stage11 | コンフュージョン       | 並木さとし | 加藤敏幸                           | 加藤敏幸         | 南伸一郎                          | 6月14日        |
| stage12 | カムバック・ゲーム     | 古怒田健志 | 川崎逸朗                           | 上坪亮樹         | 村田俊治                          | 6月21日        |
| stage13 | リトル・フレンズ       | 木村暢     | 握乃手紗貴                         | 吉田俊司         | 河南正昭                          | 6月28日        |
| stage14 | ロンリー・ヒーロー     | 中瀬理香   | 高田淳 山口祐司                    | 元永慶太郎       | 金田栄二 矢野裕一郎 関口雅浩      | 7月5日         |
| stage15 | ロスト・プライド       | 並木さとし | 川崎逸朗                           | 鈴木芳成         | 村田俊治                          | 7月12日        |
| stage16 | ナイトメア             | 並木さとし | 山本恵                             | 加藤敏幸         | 南伸一郎                          | 7月19日        |
| stage17 | テイクオフ             | 広平虫     | 握乃手紗貴                         | 則座誠           | 河南正昭                          | 7月26日        |
| stage18 | ミッシング・パーソン   | 古怒田健志 | 川崎逸朗                           | 秋田谷典昭       | 村田俊治                          | 8月2日         |
| stage19 | ガン・ザルディ         | 並木さとし | 青鮫鱒次郎                         | 鈴木芳成         | 金田栄二 矢野裕一郎               | 8月9日         |
| stage20 | リセット               | 並木さとし | 山本恵                             | 吉田俊司         | 南伸一郎                          | 8月16日        |
| stage21 | ザ・ロング・ウェイ     | 並木さとし | 山口祐司                           | 山口祐司         | 村田俊治                          | 8月23日        |
| stage22 | ダブル・クロス         | 並木さとし | 佐藤照雄 山口祐司                  | 雄谷将仁         | 河南正昭                          | 8月30日        |
| stage23 | パフ・トールド・ミー   | 中瀬理香   | 加藤敏幸                           | 加藤敏幸         | 村田俊治                          | 9月6日         |
| stage24 | クレイモア             | 広平虫     | 川崎逸朗                           | 藤原良二         | 関口雅浩 矢野裕一郎               | 9月13日        |
| stage25 | アンダーグラウンド     | 古怒田健志 | ユキヒロマツシタ                   | 吉田俊司         | 南伸一郎                          | 9月20日        |
| stage26 | オペレーション・シシー | 並木さとし | 鈴木芳成 山本恵                    | 鈴木芳成         | 村田俊治                          | 9月27日        |
| stage27 | ネオクロスバイザー     | 並木さとし | ユキヒロマツシタ 山口祐司          | 雄谷将仁         | 河南正昭                          | 10月4日        |
| stage28 | ナイト・シンドローム   | 中瀬理香   | 藤原良二                           | 境橋渡           | 飯飼一幸 矢野裕一郎               | 10月11日       |
| stage29 | オールド・メカニック   | 広平虫     | 川崎逸朗                           | ユキヒロマツシタ | 村田峻治                          | 10月18日       |
| stage30 | コンフェッション       | 並木さとし | ユキヒロマツシタ 藤原良二          | 吉田俊司         | 南伸一郎                          | 10月25日       |
| stage31 | ミス・ユー             | 並木さとし | 加藤敏幸                           | 加藤敏幸         | 河南正昭                          | 11月1日        |
| stage32 | ブレイク・アウェイ     | 古怒田健志 | 高本宣弘                           | 石川久一         | 増谷三郎 矢野裕一郎               | 11月8日        |
| stage33 | カミング・バック       | 川瀬敏文   | 藤原良二                           | 高山功           | 村田峻治                          | 11月15日       |
| stage34 | フー・イズ・スパイ     | 中瀬理香   | 中山ひばり                         | 吉田俊司         | 龍青三                            | 11月22日       |
| stage35 | セカンド・ピース       | 並木さとし | 藤原良二 鈴木芳成                  | 鈴木芳成         | 河南正昭                          | 11月29日       |
| stage36 | ローディスピリッツ     | 広平虫     | 藤原良二                           | 雄谷将仁         | 増谷三郎                          | 12月6日        |
| stage37 | インヴィテイション     | 古怒田健志 | 川崎逸朗                           | 土屋日           | 村田峻治                          | 12月13日       |
| stage38 | エンド・オブ・ムーロン | 川瀬敏文   | ユキヒロマツシタ 藤原良二 山口祐司 | ユキヒロマツシタ | 南伸一郎                          | 12月20日       |
| stage39 | サクリファイス         | 並木さとし | 神谷兵十郎                         | 吉田俊司         | 河南正昭                          | 12月27日       |
| stage40 | レディ・サポーター     | 並木さとし | ユキヒロマツシタ                   | 雄谷将仁         | 松下清志                          | 2005年 1月10日 |
| stage41 | バトル・デビュー       | 古怒田健志 | 中山ひばり                         | 鈴木芳成         | 村田峻治                          | 1月17日        |
| stage42 | ロンリー・ファイター   | 中瀬理香   | 加藤敏幸                           | 加藤敏幸         | 南伸一郎                          | 1月24日        |
| stage43 | リターン               | 並木さとし | 川崎逸朗                           | 白石道太         | 河南正昭                          | 1月31日        |
| stage44 | ビッグ・ターゲット     | 広平虫     | 藤原良二                           | 平向智子         | 矢野裕一郎 桜井木ノ実             | 2月7日         |
| stage45 | オールド・キャッスル   | 古怒田健志 | 青柳宣宏 山口祐司                  | 佐藤照雄         | 村田峻治                          | 2月14日        |
| stage46 | ディシジョン           | 中瀬理香   | 藤原良二                           | 吉田俊司         | 南伸一郎 西岡忍                   | 2月21日        |
| stage47 | フォーギブン           | 並木さとし | 加藤敏幸                           | 加藤敏幸         | 河南正昭                          | 2月28日        |
| stage48 | ディスアピア           | 川瀬敏文   | 神谷平十郎 山口祐司                | 雄谷将仁         | 矢野裕一郎 桜井木ノ実             | 3月7日         |
| stage49 | フルゼアム             | 中瀬理香   | 鈴木芳成                           | 鈴木芳成         | 村田峻治                          | 3月14日        |
| stage50 | スタート・アゲイン     | 中瀬理香   | 中山ひばり                         | 白石道太         | 南伸一郎                          | 3月21日        |
| stage51 | ファイナル・ステージ   | 並木さとし | 川崎逸朗 山口祐司                  | 吉田俊司         | 菅沼栄治 西岡忍 伊藤良太 河南正昭 | 3月28日        |

※放送日はテレビ東京のみ。

## 放送局
テレビ東京系列以外の放送日時は、広島テレビと個別に出典が提示されているものを除き2004年8月中旬 - 9月上旬時点のものとする。
| 放送地域       | 放送局             | 放送期間                                                    | 放送日時                              | 放送系列              | 備考                                 |
| -------------- | ------------------ | ----------------------------------------------------------- | ------------------------------------- | --------------------- | ------------------------------------ |
| 関東広域圏     | テレビ東京         | 2004年4月5日 - 2005年3月28日                                | 月曜 18:30 - 19:00                    | テレビ東京系列        | 制作局                               |
| 北海道         | テレビ北海道       | 2004年4月5日 - 2005年3月28日                                | 月曜 18:30 - 19:00                    | テレビ東京系列        | 同時ネット                           |
| 愛知県         | テレビ愛知         | 2004年4月5日 - 2005年3月28日                                | 月曜 18:30 - 19:00                    | テレビ東京系列        | 同時ネット                           |
| 大阪府         | テレビ大阪         | 2004年4月5日 - 2005年3月28日                                | 月曜 18:30 - 19:00                    | テレビ東京系列        | 同時ネット                           |
| 岡山県・香川県 | テレビせとうち     | 2004年4月5日 - 2005年3月28日                                | 月曜 18:30 - 19:00                    | テレビ東京系列        | 同時ネット                           |
| 福岡県         | TVQ九州放送        | 2004年4月5日 - 2005年3月28日                                | 月曜 18:30 - 19:00                    | テレビ東京系列        | 同時ネット                           |
| 青森県         | 青森テレビ         | 不明                                                        | 土曜 9:30 - 10:00                     | TBS系列               | 途中打ち切り                         |
| 岩手県         | 岩手めんこいテレビ | 不明                                                        | 火曜 16:54 - 17:24                    | フジテレビ系列        |                                      |
| 宮城県         | 仙台放送           | 不明                                                        | 金曜 15:00 - 15:30                    | フジテレビ系列        |                                      |
| 山形県         | 山形テレビ         | 不明                                                        | 日曜 6:30 - 7:00                      | テレビ朝日系列        |                                      |
| 福島県         | テレビユー福島     | 不明                                                        | 土曜 7:00 - 7:30                      | TBS系列               |                                      |
| 新潟県         | 新潟放送           | 2004年10月2日 - 2005年4月23日                               | 土曜 6:00 - 6:30                      | TBS系列               | 途中打ち切り                         |
| 富山県         | チューリップテレビ | 2004年4月26日 - 2005年3月14日 2005年3月28日 - 2005年5月23日 | 月曜 15:50 - 16:20 月曜 15:55 - 16:24 | TBS系列               |                                      |
| 石川県         | 北陸放送           | 2004年4月24日 - 9月25日 2004年10月3日 - 2005年5月1日        | 土曜 6:45 - 7:15 日曜 6:00 - 6:30     | TBS系列               |                                      |
| 長野県         | 信越放送           | 不明                                                        | 日曜 6:15 - 6:45                      | TBS系列               |                                      |
| 静岡県         | 静岡放送           | 不明                                                        | 土曜 6:00 - 6:30                      | TBS系列               |                                      |
| 岐阜県         | 岐阜放送           | 不明                                                        | 火曜 19:30 - 20:00                    | 独立局                |                                      |
| 滋賀県         | びわ湖放送         | 不明                                                        | 火曜 19:30 - 20:00                    | 独立局                |                                      |
| 三重県         | 三重テレビ         | 不明                                                        | 金曜 17:00 - 17:30                    | 独立局                |                                      |
| 奈良県         | 奈良テレビ         | 不明                                                        | 金曜 18:00 - 18:30                    | 独立局                |                                      |
| 和歌山県       | テレビ和歌山       | 不明                                                        | 日曜 8:00 - 8:30                      | 独立局                |                                      |
| 広島県         | 広島テレビ         | 不明                                                        | 水曜 1:55 - 2:25（火曜深夜）          | 日本テレビ系列        | ネット局では唯一深夜枠で放送された。 |
| 愛媛県         | テレビ愛媛         | 不明                                                        | 水曜 16:00 - 16:30                    | フジテレビ系列        |                                      |
| 長崎県         | 長崎放送           | 不明                                                        | 土曜 7:00 - 7:30                      | TBS系列               |                                      |
| 熊本県         | くまもと県民テレビ | 不明                                                        | 日曜 7:30 - 8:00                      | 日本テレビ系列        |                                      |
| 鹿児島県       | 鹿児島テレビ       | 不明                                                        | 水曜 16:30 - 17:00                    | フジテレビ系列        |                                      |
| 沖縄県         | 琉球放送           | 不明                                                        | 金曜 15:55 - 16:25                    | TBS系列               |                                      |
| 日本全域       | BSジャパン         | 2004年4月13日 - 2005年4月5日                                | 火曜 18:25 - 18:55                    | テレビ東京系列 BS放送 |                                      |

## 玩具
玩具はアクションフィギュア「アムジャケットシリーズ」、「変形バイザーシリーズ」、「強化武器シリーズ」の3つを主軸としていたが、商品の発売中止も相次いだ。具体的には、無印ディグラーズ、ガン・ザルディ、バーストバイザー、トライクバイザー、フィギュア付き入浴剤である。ディグラーズに関しては、予定されていた発売日よりも前に、製品に極めて近い状態のものが『月刊コロコロコミック』に掲載された。メインキャラクターのシャシャや、セラを除くパフユニットといった女性キャラクターの玩具は未発売。
番組内で放映された玩具のCMは、小学生男子二人が玩具で遊ぶうちに興奮し過ぎて、一人は銃を模したレンコンを両手に持ってラグナになりきり、もう片方の一人は飛行モードのジェナスの上に乗り空を翔けるというものであった。この玩具CMはDVDに収録された。
2004年12月9日に発売された、アムドライバージェナスZEAM、ネオボードバイザー・ガンシンガー、拡張武器セットvol.6、アドバンスドボードギアの4種を最後に商品展開を終了した。
また、懸賞やカスタムコンテストの賞品として、メタリックカラーで塗装されている「限定カラーアムドライバーコレクション」や、実際は金メッキと黒い成型色のツートンカラーの「限定カラーネオクロスバイザー」などの非売品も多数存在する。
多くは無いが、特製DVDが付いたバージョンなど玩具店で販売した限定版も存在する。
後日、同じくコナミから発売された『武装神姫』シリーズと、限定的ながら一部互換性がある。

## 漫画版
「月刊コロコロコミック」誌上にて『のってけ!野郎 アムドライバー ジェナス激闘伝』のタイトルで2004年6月号から2005年2月号まで連載された。作者は小西紀行。内容はジェナス・ラグナとバグシーン、ディグラーズやニルギースによるドタバタギャグとなっている。単行本では大幅な加筆や書き下ろしが行われた。単行本ではタイトルが「爆闘伝」となっている。

### 単行本
のってけ!野郎 アムドライバー ジェナス爆闘伝 ISBN 4-09-143291-3